# Pécsvárad

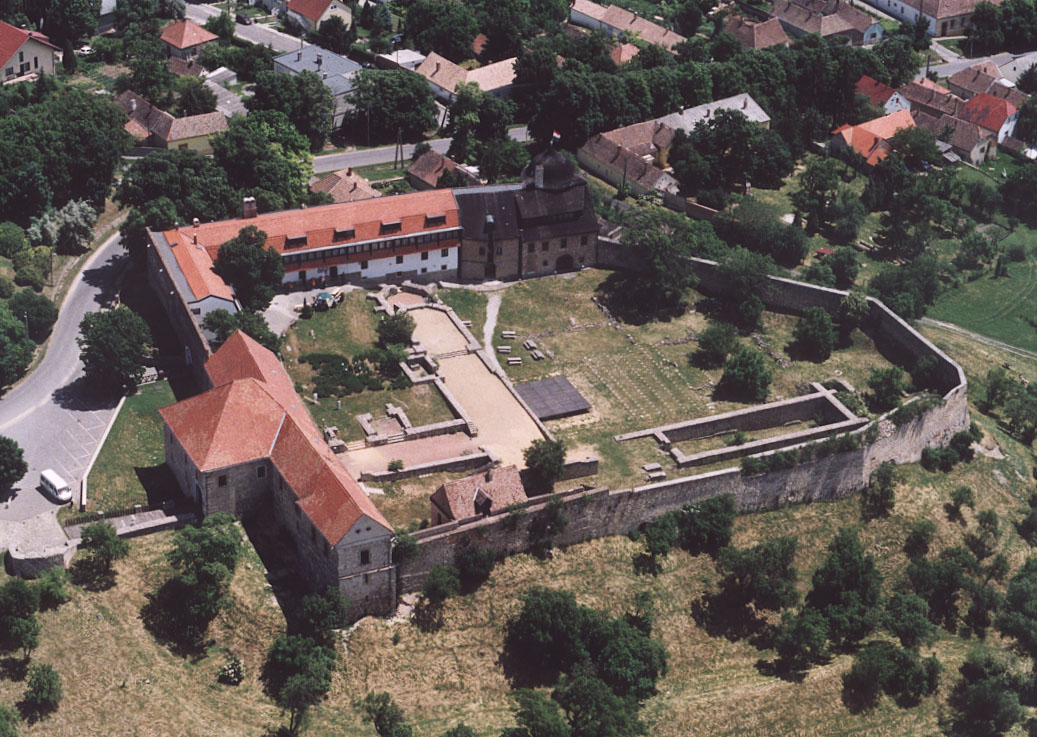
Benediktinerabtei Pécsvárad

Pécsvárad [ˈpeːtʃvaːrɒd] (deutsch Petschwar, kroatisch: Pečvar) ist eine im Mittelalter gegründete Stadt mit über 4.000 Einwohnern im Süden Ungarns im Komitat Baranya. Die Stadt liegt im Osten des Mecsekgebirges am Hang des Berges Zengő, nahe dem Landschaftsschutzgebiet Östliches Mecsekgebirge. Entlang der Hauptstraße 6 sind es 17 km nach Südwesten zur Großstadt Pécs.

## Benediktinerstift und Burg
Der Ort wurde durch die Benediktinerabtei, die König Stephan der Heilige im Jahr 1000 gründete, zu einem Zentrum der ungarischen Staats- und Kirchenentwicklung. Der erste Abt der Benediktiner war Bischof Astrik, dem die Aufgabe zufiel, König Stephan I. die Krone des Papstes zu überbringen. Das Stift wurde 1015 geweiht, im selben Jahr wie die erste Burg (siehe Vár).
Die im 13. Jahrhundert als Kloster errichtete Burg von Pécsvárad gehört zu Ungarns bedeutendsten Baudenkmälern aus dem Mittelalter. Am besten erhalten blieben der alte Bergfried (heute ein Hotel), das 15 Meter lange Schiff der Stiftskirche und der mit Fresken geschmückte Chor. Das Burgmuseum befindet sich hingegen im Schloss aus dem 18. Jahrhundert; es zeigt u. a. archäologische Funde aus dem Bereich von Burg und Abtei. Das neogotische Rathaus, vor dem eine Dreifaltigkeitsstatue steht, wurde 1857 unter dem italienischen Architekten Gianone errichtet.

## Umgebung der Stadt
Die Umgebung der Stadt weist zahlreiche historische und Naturdenkmäler auf. Alljährlich findet im Frühling (April) das St.-Georgs-Festival statt, im August (meist 10. bis 20. August) ein Sommertheater und im Oktober ein Volkskunst-Markt mit einem Umzug aus Anlass der Weinlese.
Größere Orte der näheren Umgebung sind:
- bis 10 km Entfernung: Erdősmecske, Hosszúhetény, Püspökszentlászló, Mecseknádasd, Nagypall, Óbánya und Zengővárkony
- bis 25 km Entfernung: Bátaszék (Komitat Tolna), Bóly, Kakasd, Kaposvár, Komló, Lengyel (Vor- und Frühgeschichte, Lengyel-Kultur), Magyarszék, Mohács, Pécs, Pellérd, Szászvár.

## Söhne und Töchter der Stadt
- Endre Nemes (1909–1985), ungarisch-schwedischer Maler
- János Kodolányi (1899–1969), ungarischer Schriftsteller

## Ehrenbürger
- János Mott (1920–1996), 1945/1946 Kaplan in Pécsvárad, ab 1966 Pfarrer, Dechant, Titularabt und Ehrenbürger. Ihm zu Ehren wurde 2010 ein schöner Platz (Mott János apát tér) geschaffen und benannt.

## Partnerstädte
- Hausmannstätten (Österreich)
- Külsheim (Deutschland)

## Galerie

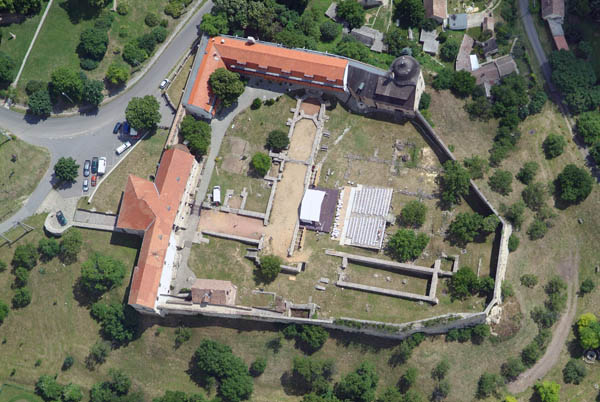
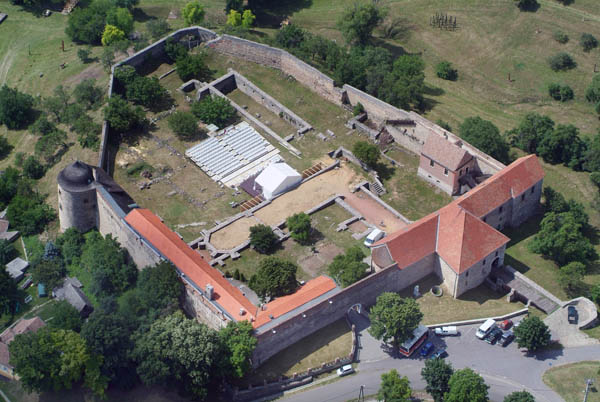
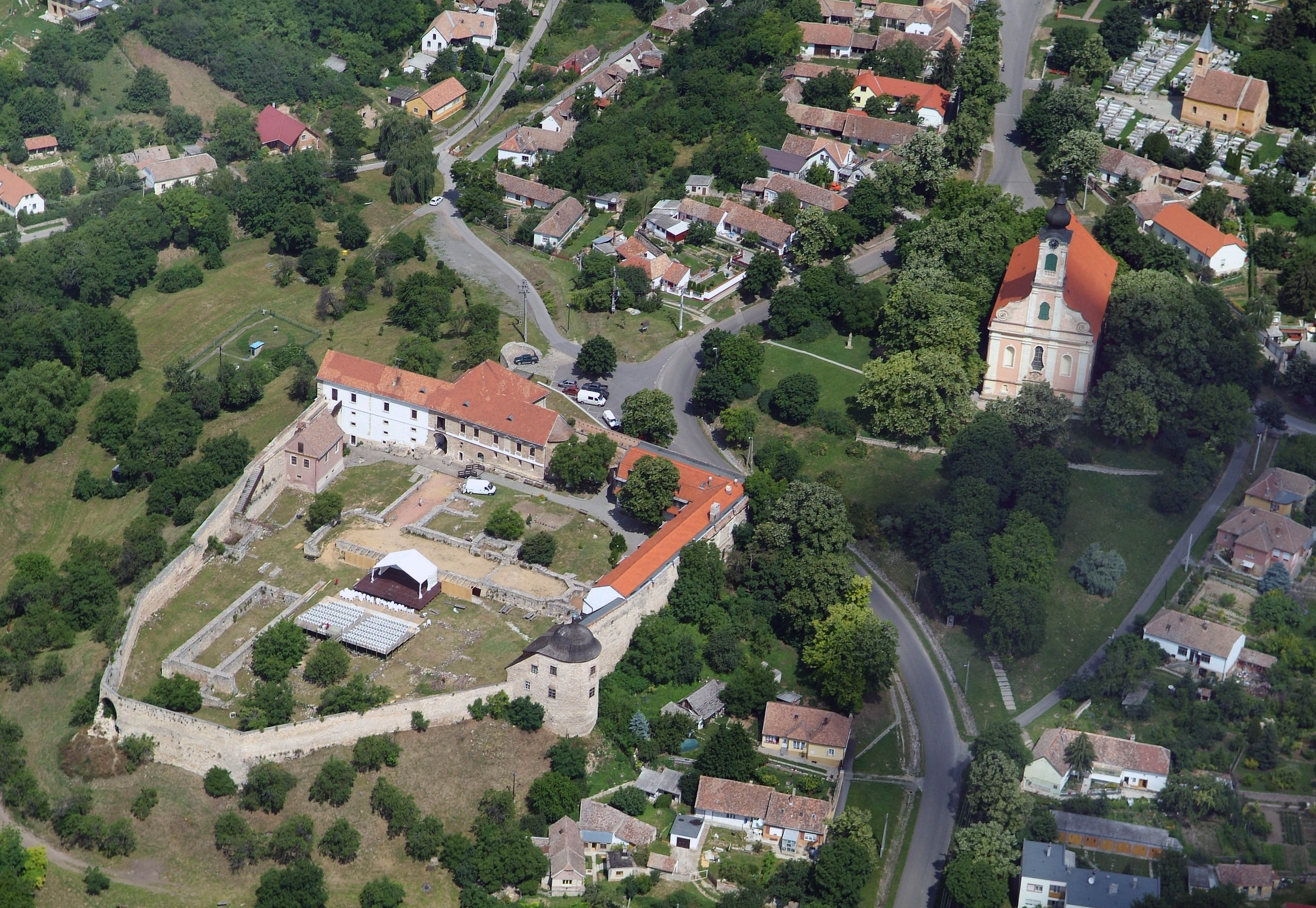